# Diane Lebouthillier
Pour les articles homonymes, voir Lebouthillier.
Diane Lebouthillier, née le 5 février 1959 à Newport au Québec (Canada), est une intervenante sociale, propriétaire d'entreprise et femme politique canadienne.
Elle est préfète de la municipalité régionale de comté du Rocher-Percé de 2010 à 2015, puis est élue députée de la circonscription de Gaspésie–Les Îles-de-la-Madeleine à la Chambre des communes du Canada pour le Parti libéral du Canada lors des élections fédérales canadiennes de 2015. Elle est réélue en 2019 et 2021, avant d'être défaite en 2025. De 2015 à 2023, elle est ministre du Revenu national puis de 2023 à 2025, ministre des Pêches, des Océans et de la Garde côtière canadienne au sein du gouvernement de Justin Trudeau.

## Biographie

### Avant la politique fédérale
Diane Lebouthillier est née le 5 février 1959 à Newport, en Gaspésie. Elle est titulaire d’un baccalauréat en travail social de l’Université de Moncton. Elle œuvre pendant plus de vingt-trois ans auprès des différentes clientèles du Centre de santé et de services sociaux du Rocher-Percé à Chandler. Elle a déjà été propriétaire de la pourvoirie La Ferme du Petit Moulin et a été responsable des dossiers sociaux dans le bureau du député libéral provincial de Gaspé Georges Mamelonet. En 2013, la Légion royale canadienne lui remet un certificat d’appréciation en reconnaissance des services rendus. 
Elle est mère de trois enfants adultes, de deux petits-fils et une petite-fille. Elle parle anglais mais préfère parler français,.
Au moment de son élection comme députée, elle est préfète de la MRC du Rocher-Percé, siège au conseil d’administration du Cégep de la Gaspésie et des Îles et assume également la présidence du conseil d’administration du Réseau collectif Gaspésie-Les Îles et du Transport adapté et collectif des Anses ainsi que la vice-présidence de celui de Les Ateliers Actibec 2000 inc. 

### Carrière politique fédérale
Lors des élections fédérales canadiennes de 2015, Diane Lebouthillier est élue députée à la Chambre des communes du Canada pour la circonscription de Gaspésie–Les Îles-de-la-Madeleine. Le 4 novembre 2015, elle prête serment comme ministre du Revenu national dans le gouvernement de Justin Trudeau. Elle est réélue dans sa circonscription lors des élections fédérales canadiennes de 2019 et de 2021. En juillet 2023, elle est nommée ministre des Pêches, des Océans et de la Garde côtière canadienne, fonction qu'elle occupe jusqu'à sa défaite électorale en 2025 face à Alexis Deschênes, candidat du Bloc québécois,.

## Résultats électoraux
|                          | Nom                            | Parti politique          | Voix   | %       | Majorité |
| ------------------------ | ------------------------------ | ------------------------ | ------ | ------- | -------- |
|                          | Diane Lebouthillier (sortante) | Libéral                  | 16 296 | 42,46 % | 637      |
|                          | Guy Bernatchez                 | Bloc québécois           | 15 659 | 40,8 %  |          |
|                          | Jean-Pierre Pigeon             | Conservateur             | 3 022  | 7,87 %  |          |
|                          | Lynn Beaulieu                  | NPD                      | 1 722  | 4,49 %  |          |
|                          | Dennis Drainville              | Vert                     | 1 130  | 2,94 %  |          |
|                          | Jay Cowboy                     | Parti Rhinocéros         | 353    | 0,92 %  |          |
|                          | Eric Hébert                    | Parti populaire          | 198    | 0,52 %  |          |
| Total des votes valides  | Total des votes valides        | Total des votes valides  | 38 380 | 98 %    |          |
| Total des votes rejetés  | Total des votes rejetés        | Total des votes rejetés  | 783    | 2 %     |          |
| Total des votes exprimés | Total des votes exprimés       | Total des votes exprimés | 39 163 | 60,49 % |          |
| Électeurs inscrits       | Électeurs inscrits             | Électeurs inscrits       | 64 748 |         |          |

|       | Candidat               | Parti          | # de voix | % des voix |
|       | Jean-Pierre Pigeon     | Conservateur   | +02 399,  | 6,06 %     |
|       | Nicolas Roussy         | Bloc québécois | +08 290,  | 20,93 %    |
|       | Diane Lebouthillier    | Libéral        | +15 345,  | 38,74 %    |
|       | (sortant) Philip Toone | NPD            | +12 874,  | 32,5 %     |
|       | James Morisson         | Vert           | +00400,   | 1,01 %     |
|       | Max Boudreau           | Rhinocéros     | +00301,   | 0,76 %     |
| Total | Total                  | Total          | 39 609    | 100 %      |